# GameSpot
GameSpot — веб-сайт о выходящих на консоли и персональные компьютеры компьютерных играх, публикующий новости, рецензии, анонсы проектов и другую информацию. Сайт был открыт 1 мая 1996 года Питом Димером, Винсом Броуди и Джоном Эпстайном. Ресурс был выкуплен компанией ZDNet, а затем перешёл в собственность CNet Networks, Inc..
Кроме собственных публикаций GameSpot, на сайте размещаются рецензии читателей, которые также могут вести блог и высказываться на форуме. Форум GameSpot частично объединён с форумом GameFAQs, другого веб-сайта, находящегося в собственности CNET.

## История
Изначально сайт был посвящён исключительно PC-играм. Дочерний сайт, VideoGameSpot.com, был открыт в декабре 1996 года для обзора консольных игр. В 1997 году VideoGameSpot.com короткое время назывался VideoGames.com, а в 1998 году консольный и PC-разделы были объединены на GameSpot.com.
3 октября 2005 года GameSpot получил новый дизайн, аналогичный сайту TV.com, который теперь является его дочерним ресурсом.
В 2012 году CBS Interactive купила сайт Comic Vine у Whiskey Media и в 2016 году включила его в GameSpot.
В 2020 году GameSpot и другие проекты CNET были куплены компанией Red Ventures, в последующем сайт был выкуплен 3 октября 2022 года организацией Fandom в рамках сделки по продаже активов Red Ventures на общую сумму около 50 млн долларов.

### Международное развитие
GameSpot UK (Великобритания) был открыт в октябре 1997 года Йеном Хоуи, Ашером Роспильози и Сьюзи Дэниэлс. В 1999 году в состав редакции сайта вошли Лора Дженнер, Расс Уиллис, Джон Хулихан и Джастин Колверт. До середины 2002 года сайт функционировал практически самостоятельно, предлагая пользователям контент, который существенно отличался от американской версии. В 1999 году GameSpot UK стал лауреатом премии PPAi (Periodical Publishers Association interactive) как лучший веб-сайт и был номинирован на эту же премию в 2001 году. После того, как ZDNet была приобретена компанией CNET, GameSpot UK слился с американским сайтом. 24 апреля 2006 года GameSpot UK был запущен снова, его редактором стал Фил Эллиотт (ушёл в июле 2007 года), редактором рубрики Features — Гай Коккер, редактором отдела новостей — Эмма Бойз. Что касается старой редакции, то Лаура Дженнер была назначена директором сайта, Рассел Уиллис — художественным редактором, а Джастин Колверт стал работать в главном офисе GameSpot в Сан-Франциско.
Точно так же GameSpot AU (Австралия) начал своё существование в конце 90-х, рецензируя игры, выходившие в этой стране. Сайт закрылся в 2003 году. Первым редактором ресурса был Эд Доусон, его сменил Алекс Кидман. Когда в 2003 была открыта местная версия портала CNET, CNET.com.au (редактором стал тот же Кидман), контент Gamespot.com.au был включён в CNET.com.au. В середине 2006 сайт окончательно заработал в полном масштабе, размещая информацию о местных релизах, информацию о ценах в австралийских долларах, австралийские игровые новости. В настоящее время редактором GameSpot AU является Рэндольф Рэмзи.